# Ladislaus Löb
Ladislaus Löb (Cluj-Napoca, Reino de Rumania, 8 de mayo de 1933-Suiza, 2 de octubre de 2021) fue un filólogo, germanista y profesor universitario alemán, sobreviviente del campo de concentración de Bergen-Belsen y profesor emérito en Brighton.

## Biografía

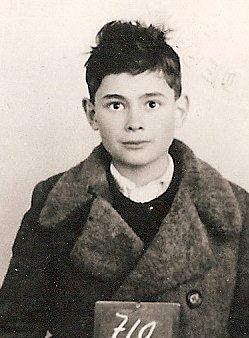
Ladislaus Löb después de la llegada a la Suiza en 1944. Él tenía 11 años

Ladislaus Löb pasó sus primeros 10 años de su infancia en la ciudad de Marghita en Transilvania. Es el único hijo del comerciante Izsó Löb. Su madre Jolán (nacida Rosenberg) ya murió en 1942 por tuberculosis. En mayo de 1944, Löb y su familia fueron deportados al gueto de Cluj. Logró fugarse con su padre a Budapest y entró al grupo de Rezső Kasztner. Kasztner negoció con Adolf Eichmann para que 1700 judíos podrían salir del país a Palestina. Pero ellos fueron detenidos cinco meses en el campo de concentración de Bergen-Belsen. En 1944 Eichmann les permitió emigrar a Suiza.
En Suiza Löb pasó dos años en la Ecole d’Humanité, fue a partir de 1948 a la escuela secundaria en Zúrich y estudió desde 1953 hasta 1961 filología inglesa y alemana en la Universidad de Zúrich.
En 1964 tomó un puesto en la Universidad de Sussex en Brighton. No sólo enseñó literatura y filología alemana, sino también Literatura comparada. También enseñó en la Universidad de Constanza (Alemania) y en el Middlebury College. Antes de fijar profesor emérito en 1993 publicó trabajos científicos sobre la literatura. Últimamente se ha ocupado con traducciones de alemán y húngaro a inglés. Su obra histórica sobre sus impresiones del holocausto y el destino de Rezső Kasztner tiene una fuerte componente autobiográfica y fue publicada en 6 idiomas hasta ahora.
Recibió el Austrian Holocaust Memorial Award en 2012.

## Obras

### Monografías
- Mensch und Gesellschaft bei J. B. Priestley (= Schweizer anglistische Arbeiten Bd. 53). Francke, Berna 1962 (= Tesis doctoral, Universidad de Zúrich, 1962).
- From Lessing to Hauptmann: Studies in German Drama. University Tutorial Press, Londres, 1974.
- Christian Dietrich Grabbe. Metzler, Stuttgart/Weimar, 1996
- Geschäfte mit dem Teufel: Die Tragödie des Judenretters Rezső Kasztner. Bericht eines Überlebenden. Böhlau, Colonia, 2010

### Traducciones
- Krisztián Ungváry: Battle for Budapest 1944–1945 (Londres, 2002)
- Otto Weininger: Sex and Character (Bloomington, 2003)
- Béla Zsolt: Nine Suitcases (Londres, 2005)
- Friedrich Nietzsche: Writings from the Early Notebooks (Cambridge, 2009)